# Jezioro Lipińskie Drugie
Jezioro Lipińskie Drugie – jezioro w woj. wielkopolskim, w powiecie chodzieskim, w gminie Margonin, leżące na terenie Pojezierza Chodzieskiego.

## Dane morfometryczne
Powierzchnia zwierciadła wody według różnych źródeł wynosi od 5,47 ha (lustra wody) lub 5,70 ha (ogólna) do 6,0 ha.
Zwierciadło wody położone jest na wysokości 84,7 m n.p.m. lub 84,8 m n.p.m.

## Hydronimia
Według spisu opracowanego przez Komisję Nazw Miejscowości i Obiektów Fizjograficznych (KNMiOF) nazwa tego jeziora to Jezioro Lipińskie Drugie. W niektórych publikacjach jezioro to występuje pod nazwą Lipińskie II. Dane z państwowego rejestru nazw geograficznych podają oboczną nazwę tego jeziora: Jezioro Lipińskie.